# Homer A. Holt

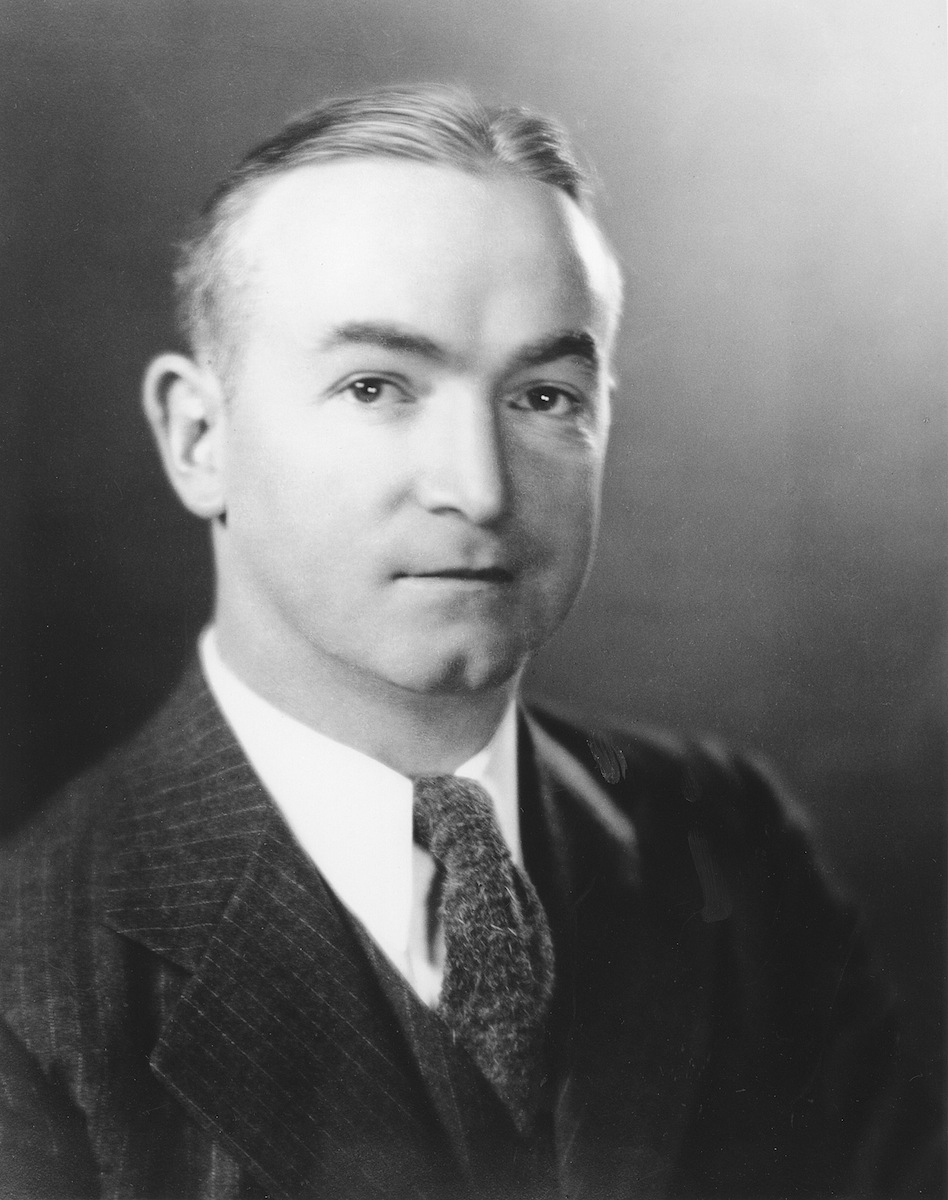
Homer A. Holt

Homer Adams Holt (* 1. März 1898 in Lewisburg, Greenbrier County, West Virginia; † 16. Januar 1975 in Charleston, West Virginia) war ein US-amerikanischer Politiker und von 1937 bis 1941 der 20. Gouverneur des Bundesstaates West Virginia.

## Frühe Jahre und politischer Aufstieg
Homer Holt besuchte die Greenbrier Military School und die Washington and Lee University. Während des Ersten Weltkriegs diente er als Leutnant in der US-Armee. Nach dem Krieg lehrte er zwischen 1923 und 1925 an der Washington und Lee University. Gleichzeitig eröffnete er in Fayetteville eine Anwaltskanzlei. Unter Gouverneur Herman G. Kump war er Attorney General von West Virginia. Er unterstützte Kump bei der Ausarbeitung einer Steuerreform.

## Gouverneur von West Virginia
Im Jahr 1936 wurde Holt selbst als Kandidat der Demokratischen Partei zum Gouverneur seines Staates gewählt. Er trat seine vierjährige Amtszeit am 18. Januar 1937 an. Während seiner Amtszeit wurde das Begnadigungsrecht modernisiert und die Finanzierung der öffentlichen Schulen verbessert. Durch seine kritische Haltung gegenüber der Arbeiterbewegung und weitergehender Forderungen für Schulreformen zog sich Holt die Kritik seiner eigenen Partei zu, die in diesen Fragen vorübergehend gespalten wurde. Im Fayette County wurde ein Skandal aufgedeckt, als in einem Kraftwerk unter Missachtung aller Sicherheitsvorkehrungen viele Arbeiter gefährlichem Staub ausgesetzt wurden. Durch das Einatmen des Staubes starben mindestens 476 Menschen an der Staublungenkrankheit. Die genaue Zahl könnte aber weit höher liegen, weil viele der betroffenen Arbeiter wegzogen und nicht mehr in der Statistik erfasst wurden. Immerhin wurde nach diesen Ereignissen die Staublungenkrankheit als gefährliche Krankheit eingestuft und die Sicherheitsbestimmungen wurden verschärft.

## Weiterer Lebenslauf
Nach dem Ablauf seiner Amtszeit trat Holt einer großen Rechtsanwaltsfirma in Charleston bei. Zwischen 1947 und 1953 war er Berater und im Vorstand der Union Carbide and Carbon Corporation in New York City. In seinem Ruhestand arbeitete er noch halbtags als Rechtsanwalt. Homer Holt starb im Jahr 1975. Er war mit Isabel Hedges Wood verheiratet, mit der er drei Kinder hatte.